# حصن الشريف
حصن الشريف أو كما يعرف بمسمى حصن صامطة هو حصن أثري يقع في جنوب مدينة صامطة إحدى محافظات منطقة جازان جنوب غرب السعودية، ويعد من أهم آثار منطقة جازان حيث يعود بناؤه إلى عام 1249 هـ الموافق 1834 م.

## نبذة
تم بناء الحصن في شهر رمضان من عام 1249هـ في عهد الشريف محمد بن أبو طالب آل خيرات عندما كان حاكماً لصامطة في عهد الأمير علي بن مجثل أمير عسير في ذلك الحين.
يتكون الحصن من طابقين وهو مبني من الآجر وهو الطين المحروق ومستوف من الخشب. وقد تجدد بناء الحصن في عهد الشريف حمود بن محمد علي مكرمي عام 1333 هـ في عهد دولة الأدارسة عندما كان حاكماً لهم في صامطة وضواحيها وكان مركزاً للإمارة آنذاك.